# Kabinett (arkitektur)
Kabinett är ett mindre rum i en bostad. I äldre språkbruk avsåg kabinett även toalett eller avträde. Ordet kommer ifrån danskans och holländskans kabinet, tyskans kabinett, engelskans cabinet, av franskans cabinet och sannolikt av italienskans gabinetto. Tidigast anträffades ordet i betydelsen stilla och lugn plats respektive ett slags möbel, möjligen är det en  diminutivavledning av gabbia som betyder bur, och av latinets cavea, som betyder hålighet eller  bur.
Ordet kabinett används särskilt inom arkitekturen om sidorum intill större rum, i synnerhet om mera prydligt inrett rum eller om rum som har mera intim prägel eller är avsett att användas för någons mera privata bruk, till exempel såsom skrivrum eller arbetsrum och dylikt, eller för mera förtroliga samtal och dylikt, ofta där en dam tar emot sina väninnor, numera bl. om dylikt rum i stor och förnäm bostad, till exempel i slott och dylikt.

## Några citat med ordet kabinett, rum
- "Min käre Agnetchin, .. sätt dig i din Frumoors cabinet, så fåår du frehd att schrifwa migh till." - E. Oxenstierna (1646) hos Horn Lefv. 187.
- "Uti ett litet vackert kabinett, klädt i rödt och hvitt damask, .. njöt jag några timmar en välgörande sömn." -  Bremer Grann. 2:125 (1837).
- "Kabinettet var ett litet rum, beläget mellan stora sängkammaren samt hvardagsrummet." - Geijerstam K Brandt 42 (1904). Fataburen 1929, sidan 20.
- "Ett tiotal större och mindre salonger och kabinett gruppera sig kring stora festsalen (i rikspresidentens palats i Berlin)." - SDS 1934, nr 207, sidan 5.

## Andra sammansättningar med ordet kabinett, rum
- Läskabinett
- Tornkabinett
- Vinkabinett
- Deltrappskabinett

## Rum för förvaring av samlingar
Ett kabinett kan också vara ett rum avsett för förvaring av samlingar av konst, naturföremål, kuriosa och  dylikt. Man inbegriper då ofta även däri förvarade samlingar, och även mindre samlingar inrymda i ett eller flera rum, samlingar av konst och dylikt, mindre museum, utom i Finland numera nästan bland såsom senare led i sammansättningar och elliptiskt för dylika sammansättningar. Ordet kabinett som avser förvaring av samlingar av konst kommer från franskans cabinet, d'anatomie, de curiosités, d'histoire naturelle, de médailles, de physique, de tableaux med flera sammansättningar.

## Några citat med ordet kabinett, konstsamlingar
- "Der, det vill säga, i Palazzo Barberini i Rom, är ett Cabinet af medaglier." - SvBrlt. 1: 53 (cirka år 1700). Linné MuSReg. XIII (1754).
- "Mindre kabinetter (för konst) sådana som Masreliez' och dispachören von Bredas." - Estlander KonstH 471 (1867). Zoologiska kabinetter. TT 1871, sidan 215.
- "Fysikaliska kabinettet" vid Helsingfors universitet. - Finlands Statskalender, 1928, sidan 142.

## Andra sammansättningar med ordet kabinett, konstsamlingar, naturföremål
- Antikkabinett
- Antikvitetskabinett
- Bildkabinett
- Fågelkabinett
- Kuriositetskabinett
- Malmkabinett
- Medaljkabinett
- Mineralkabinett
- Myntkabinett
- Naturkabinett
- Natural(ie)kabinett
- Skräckkabinett
- Vaxkabinett
- Vidunderkabinett

## Litet rum, i äldre språkbruk även toalett, avträde
Kabinett, efter franskas cabinet (daisances), som numera sällan används, kan också användas eufemistiskt, det vill säga en förskönande eller beslöjande omskrivning för saker som anses oangenäma, anstötliga eller tabu, och betyder då avträde, toalett och används även om en liten byggnad med avträden. Ytterligare ett ord för kabinett efter franskans cabinet, de verdure, används i trädgårdssammanhang och betyder då ett rum som med häckar av buskar eller mindre träd som bildar ett slutet rum i en trädgård eller en lövsal.